# Columba leuconota
Il piccione delle nevi (Columba leuconota Vigors, 1831) è un uccello appartenente alla famiglia Columbidae diffuso in Asia centrale. La lista rossa IUCN classifica questa specie come "a rischio minimo" perché è comune nel suo areale.